# Euporus torquatus
Euporus torquatus är en skalbaggsart som först beskrevs av Johan Wilhelm Dalman 1817.  Euporus torquatus ingår i släktet Euporus och familjen långhorningar.
Artens utbredningsområde är:
- Gabon.
- Sierra Leone.

Inga underarter finns listade i Catalogue of Life.